# Tove Nielsen (política)
Tove Nielsen (1941) é uma professora dinamarquesa que serviu como ministra da educação no governo liderado por Poul Hartling entre 1973 e 1975. Ela também foi membro do Parlamento Dinamarquês e do Parlamento Europeu.

## Biografia
Nielsen nasceu em Durup, Salling, a 8 de abril de 1941. Ela obteve um diploma de professora em 1964 e trabalhou como professora até 1973. Ela foi nomeada ministra da educação do governo do primeiro-ministro Poul Hartling em 19 de dezembro de 1973. Ela substituiu Ritt Bjerregaard no cargo. Nielsen esteve no cargo até 13 de fevereiro de 1975 e foi substituída por Ritt Bjerregaard.
Nielsen serviu no parlamento dinamarquês como parte do parte Venstre por três mandatos: 1972-1973, 1975-1977 e 1979-1980. Ela renunciou ao parlamento em 1980. Além disso, serviu no Parlamento Europeu entre 1979 e 1994.